# Die Simulanten

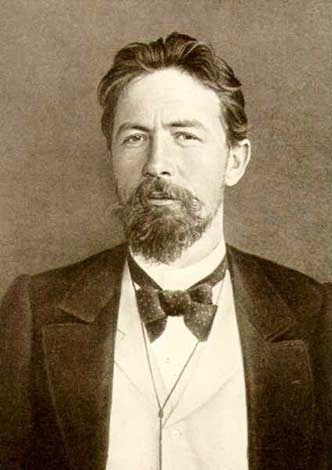
Anton Tschechow

Die Simulanten (russisch Симулянты, Simuljanty) ist eine Kurzgeschichte des russischen Schriftstellers Anton Tschechow, die am 29. Juni 1885 in der Nr. 26 des Petersburger humoristischen Wochenblattes Oskolki erschien. Zu Lebzeiten des Autors wurde der Text ins Bulgarische, Deutsche, Polnische, Serbokroatische und Tschechische übertragen. Die deutsche Übersetzung von E. Roth brachte die Berliner Hugo Steinitz Verlagsbuchhandlung anno 1903 in der Tschechow-Sammlung Ein Glücklicher und andere Geschichten auf den Buchmarkt.

## Inhalt
Die Gutsherrin Marfa Petschonkina verachtet die Schulmedizin. Jeden Dienstag empfängt die Herrin in dem Gutshaus ihres Dorfes kranke Bauern und heilt diese mit der homöopathischen Hausapotheke. Zehn Bauern hat die Herrin an dem Dienstag, von dem die Rede ist, bereits verarztet. Als sie den elften hereinrufen will, drängelt sich ihr bejahrter Nachbar, der verarmte Gutsbesitzer Kusma Kusmitsch Samuchrischin, vor. Der Mann lobt ausgiebig die Heilkünste Petschonkinas. Die selbsternannte Homöopathin ist hoch erfreut. Mit drei Körnchen Skrofulosum, am letzten Dienstag verabreicht, hat sie in kürzester Zeit seinen acht Jahre lang verschleppten Rheumatismus geheilt.
Der glücklich Geheilte klagt, was nützt die Gesundheit, wenn das Geld für das Saatgut fehlt. Die Petschonkina gibt dem Nachbarn Hafer. Samuchrischin packt die Gelegenheit beim Schopfe und luchst der Nachbarin noch Bretter für sein undichtes Hausdach, eine Kuh und ein Empfehlungsschreiben für seine Tochter ab. Das Mädchen soll ein Institut besuchen. Übermannt von so viel Wohltat muss sich der Patient vor Rührung schnäuzen. Mit dem Schnupftuch fällt dem arglistigen Alten ein Papier aus der Tasche. Nach der Verabschiedung Samuchrischins kommt der Petschonkina das Papier auf dem Fußboden bekannt vor. Sie erkennt, dass es jene drei Körnchen Heilmittel vom letzten Dienstag enthält.
Misstrauisch geworden, schaut sich die Gutsherrin ihre nächsten Patienten kritisch an. Siehe da, jeder ihrer Bauern bittet um etwas; um Ackerland, Brennholz oder um Jagdrecht in der herrschaftlichen Waldung et cetera.

## Adaptionen
- Laienspiel
  - April 2015, Studio Theater Kawardak[4] in Tambow: Kurzfilm (14 min) bei YouTube (russisch)
  - Staatliche Schule Nr. 319 in Moskau: Kurzfilm (9 min) bei YouTube (russisch)

## Deutschsprachige Ausgaben
Verwendete Ausgabe:
- Gerhard Dick (Hrsg.), Wolf Düwel (Hrsg.): Anton Tschechow: Gesammelte Werke in Einzelbänden: Die Simulanten. S. 321–325 in: Gerhard Dick (Hrsg.): Anton Tschechow: Vom Regen in die Traufe. Kurzgeschichten. Aus dem Russischen übersetzt von Ada Knipper und Gerhard Dick. Mit einem Vorwort von Wolf Düwel. 630 Seiten. Rütten & Loening, Berlin 1964 (1. Aufl.)[5]